# Crockett (California)
Crockett è un census-designated place (CDP) degli Stati Uniti d'America, situato in California, nella contea di Contra Costa.